# Bec, Gjakova
Bec (albanska: Bec, serbiska: Bec) är en by i Kosovo. Den ligger i kommunen Gjakova. Enligt den senaste folkräkningen år 2011 fanns det 1 223 invånare.

## Demografi
| Demografi | 2011 |
| --------- | ---- |
| albaner   | 1154 |
| bosnier   | 1    |
| romer     | 9    |
| ashkalier | 18   |
| egyptier  | 41   |